# Jiří Žák (1959)
Jiří Žák (* 17. ledna 1959 Dačice) je český podnikatel, politik a bývalý automobilový závodník, v letech 2011 až 2013 náměstek ministra dopravy ČR, v letech 2004 až 2010 senátor za obvod č. 64 – Bruntál, člen ODS.

## Vzdělání, profese a rodina
Po maturitě v roce 1977 na bruntálském gymnáziu začal studovat Vysokou školu báňskou v Ostravě, ale nedokončil ji.
Po ukončení studia nastoupil do ČSAO, kde pracoval do roku 1997, kdy přešel do jablonecké firmy LIAZ, kde se podílel na vývoji v oddělení speciálních zkoušek vozidel a byl členem továrního týmu, se kterým soutěžil v afrických automobilových závodech. Od roku 1990 má vlastní firmu.
Je ženatý a má syna.

## Sportovní kariéra
Pětkrát startoval v rallye Paříž-Dakar s vozem LIAZ jako pilot i navigátor, v roce 1992 byl třetí v mistrovství světa v maratonech v kategorii kamionů. V letech 1995 a 1996 startoval jako pilot v Rallye Dakar s vozy značky Tatra, kdy výraznějším úspěchem bylo celkové 15. místo v kategorii kamionů (1996).

## Politická kariéra
Do politiky se aktivně zapojil po listopadu 1989. V letech 1998 až 2010 byl členem zastupitelstva města Bruntálu.
V roce 2004 se stal senátorem za obvod Bruntál, když v prvním kole byl poražen tehdejším komunistickým senátorem Rostislavem Harazinem v poměru 28,40 % ku 23,90 % hlasů, ve druhém kole se poměr otočil a občanský demokrat vyhrál se ziskem 53,37 % všech hlasů. V senátu působil jako místopředseda Ústavně-právního výboru. Ve volbách 2010 svůj mandát senátora neobhájil, když jej v obou kolech porazil Jaroslav Palas.
Od 1. června 2011 do července 2013 zastával pozici náměstka ministra dopravy pro oblast mezinárodních vztahů, kosmické systémy a bezpečnost silničního provozu. Ve volbách do Senátu PČR v roce 2016 kandidoval za ODS v obvodu č. 64 – Bruntál a pokoušel se tak o návrat do horní parlamentní komory. Jeho kandidaturu podporovala také Strana soukromníků České republiky. Se ziskem 6,95 % hlasů skončil na 7. místě a do druhého kola nepostoupil.